# دنبوژتسه
دنبوژتسه (به لهستانی:  Dęborzyce) یک روستا در لهستان است که در گمینا پنگوه واقع شده‌است. دنبوژتسه ۲۰۰ نفر جمعیت دارد.